# ۴-کوینولون
۴-کوینولون یا ۴-کینولون (به انگلیسی: Quinolone) ترکیبی آلیست که از کینولین مشتق شده. این ترکیب به همراه ۲-کوینولون، دوتا از مهم ترین والدان (یعنی ساده ترین) کوینولون‌ها می باشند. ۴-کوینولون در تعادل با توتومر اقلیت، ۴-هیدروکسیکوینولین (CAS#611-36-9) قرار دارد. ۴-کوینولون به جز جذابیت آموشی، به خودی خود ارزش چندانی ندارد، بلکه مشتقات آن چون آنتی‌بیوتیک‌های ۴-کوینولون که نماینده دسته بزرگی از داروهای مهم است، دارای اهمیت اند.

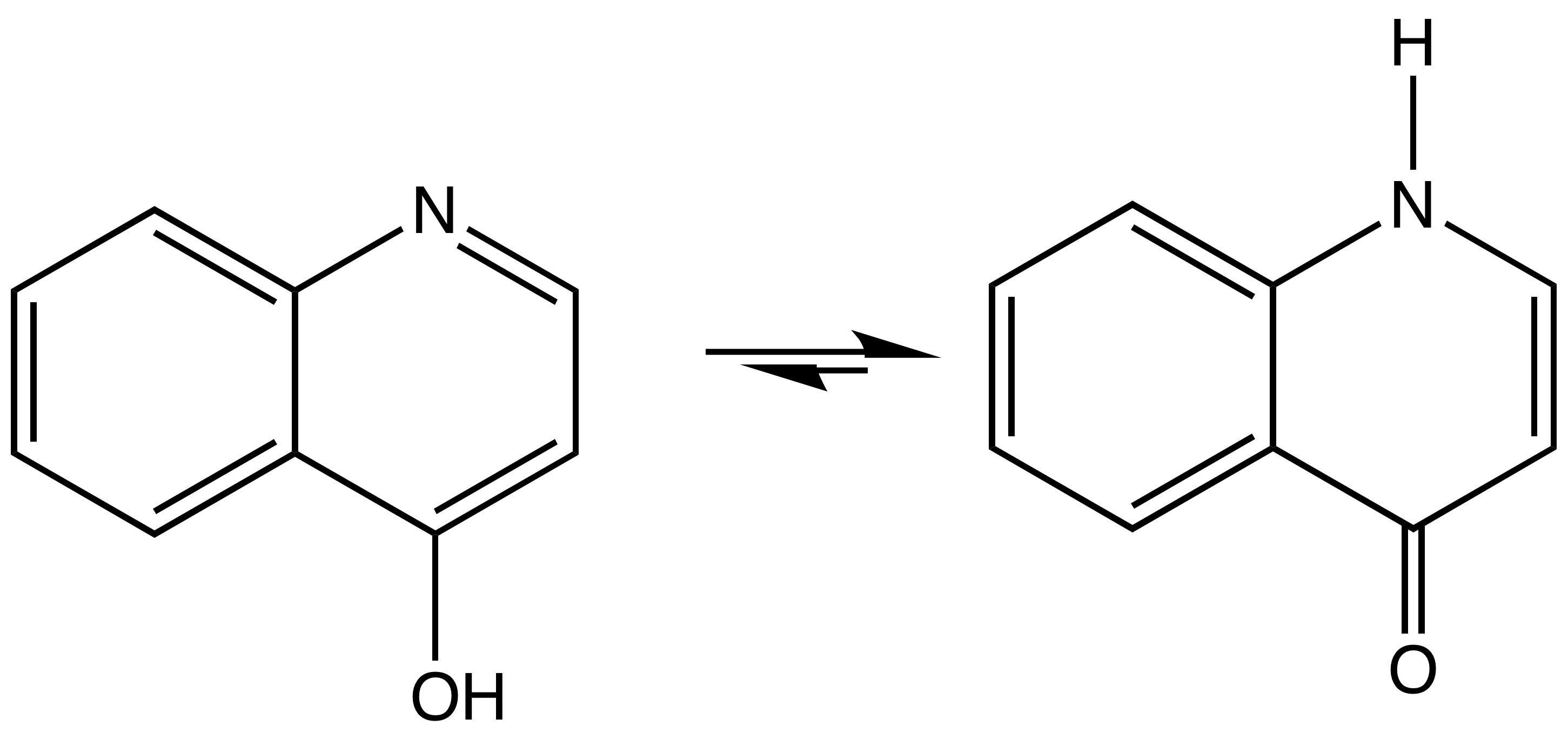
تعادل توتومری که ۴-کوینولون (راست) و ۴-هیدروکسیکونولین (چپ) را بهم مرتبط می کند.